# 米雷伊
米雷伊（法語：Mureils）是法国德龙省的一个市镇，属于瓦朗斯区。该市镇总面积5.45平方公里，2009年时的人口为352人。

## 人口
米雷伊人口变化图示